# Japhet Kosgei
Japhet Kosgei Kipkorir (20 dicembre 1968) è un ex maratoneta keniota.

## Competizioni internazionali
1998
- Oro alla Maratona di Torino ( Torino) - 2h09'59"
- Oro alla Maratona di Venezia ( Venezia) - 2h11'57"

1999
- Oro alla Maratona di Rotterdam ( Rotterdam) - 2h07'09"
- Oro alla Mezza maratona di Lisbona ( Lisbona) - 1h00'01"
- 5º alla Sapporo Half Marathon ( Sapporo) - 1h02'34"

2000
- Argento alla Maratona di New York ( New York) - 2h12'30"
- Oro alla Maratona di Tokyo ( Tokyo) - 2h07'15"
- Oro alla Mezza maratona di Udine ( Udine) - 1h00'22"

2001
- Argento alla Maratona di New York ( New York) - 2h09'23"
- 5º alla Maratona di Londra ( Londra) - 2h10'45"
- Oro alla Mezza maratona di Udine ( Udine) - 1h01'23"

2002
- 19º alla Maratona di New York ( New York) - 2h18'55"
- 9º alla Maratona di Philadelphia ( Filadelfia) - 2h26'21"
- 11º alla Mezza maratona di Lisbona ( Lisbona) - 1h04'41"
- 7º alla Virginia Beach Half Marathon ( Virginia Beach) - 1h03'00"
- 6º al Chris Thater Memorial ( Binghamton), 5 km - 14'09"

2003
- Oro alla Maratona del lago Biwa ( Ōtsu) - 2h07'39"
- Bronzo alla Virginia Beach Half Marathon ( Virginia Beach) - 1h02'06"

2004
- Bronzo alla San Blas Half Marathon ( Coamo) - 1h04'37"

2005
- Argento alla Maratona di Vienna ( Vienna) - 2h15'15"
- 4º alla Mezza maratona di Azpeitia ( Azpeitia) - 1h03'57"
- 20º alla Virginia Beach Half Marathon ( Virginia Beach) - 1h06'20"

2006
- 7º alla Maratona di Chicago ( Chicago) - 2h11'37"
- Oro alla Maratona di Belgrado ( Belgrado) - 2h10'54"
- 9º alla Virginia Beach Half Marathon ( Virginia Beach) - 1h04'53"

2007
- 9º alla Maratona di Francoforte ( Francoforte sul Meno) - 2h11'01"

2008
- 6º alla Maratona di Francoforte ( Francoforte sul Meno) - 2h09'24"

2009
- Oro alla Maratona di Dongying ( Dongying) - 2h13'49"

2010
- 9º alla Maratona di Dubai ( Dubai) - 2h11'20"
- Argento alla Maratona di Dongying ( Dongying) - 2h12'22"
- 4º alla Mezza maratona di Albacete ( Albacete) - 1h03'11"
- Oro alla Mezza maratona di Segovia ( Segovia) - 1h04'35"

2011
- 7º alla Maratona di Mumbai ( Mumbai) - 2h11'21"
- 7º alla Maratona di Hong Kong ( Hong Kong) - 2h17'29"
- 5º alla Maratona di Kuala Lumpur ( Kuala Lumpur) - 2h20'33"